# Pachyseris speciosa
Pachyseris speciosa är en korallart som först beskrevs av James Dwight Dana 1846.  Pachyseris speciosa ingår i släktet Pachyseris och familjen Agariciidae. IUCN kategoriserar arten globalt som livskraftig. Inga underarter finns listade i Catalogue of Life.